# Voestalpine
Voestalpine este o companie producătoare de oțel cu sediul în Linz, Austria. Voestalpine este al cincilea grup metalurgic al Europei, cu o valoare de piață de peste 11,4 miliarde Euro (mai 2008), fiind întrecut de ArcelorMittal și de trei mari companii rusești.
Număr de angajați în 2017: 49.703

## Voestalpine în România
Concernul a fost interesat să investească aproape șase miliarde euro în România, într-un combinat siderurgic la Agigea dar a amânat investiția din cauza crizei financiare mondiale.
Grupul deține în România firma VAE Apcarom Buzău, producătoare de material rulant, preluat în 1998 prin subsidiara VAE GmbH.
De asemenea grupul este reprezentat și prin subsidiara sa britanică Elmsteel, care deține din 2004 o fabrică la Satu Mare.
Voestalpine a deschis la sfârșitul anului 2012 o nouă fabrică la Giurgiu, cu o investiție de aproximativ 20 milioane de euro.
Fabrica are o capacitate de 130.000 de tone pe an de fâșii din oțel tăiate pe lungime și foi tăiate pe lățime, fiind estimat ca această capacitate să fie atinsă până în anul 2016.